# Pajdoesjko
Pajdoesjko (Bulgaars: Пайдушко хоро; Macedonisch: Пајдушко оро, Pajduško oro; Turks: Payduşka Dansı), ook wel gespeld als Paidushko of Pajdusjka, is een typische  Bulgaarse traditionele dans in een 5/8 maat. In heel Bulgarije zijn er paidushko's. Elke streek of dorp heeft zijn eigen variant.
Zo'n 5/8 maat is een onregelmatige maat die je kunt tellen als 'kort-lang'. De lange tel (3 tellen) duurt anderhalf keer zo lang als de korte tel (2 tellen). Ook in het aangrenzende deel in Roemenië, in Griekenland en in Macedonië worden wel paidushka's gedanst. Soms zijn ze bekend als oude-mannen dansen.